# Ame agaru
Ame agaru (雨あがる) é um filme de drama japonês de 1999 dirigido e escrito por Takashi Koizumi. Foi selecionado como representante do Japão à edição do Oscar 2000, organizada pela Academia de Artes e Ciências Cinematográficas.

## Elenco
- Akira Terao: Ihei Misawa
- Yoshiko Miyazaki: Tayo Misawa
- Shiro Mifune: Nagai Izuminokami Shigeaki
- Fumi Dan: Okugata
- Hisashi Igawa: Kihei Ishiyama
- Hidetaka Yoshioka: Chamberlain Gonnojo Sakakibara
- Takayuki Katô: Hayato Naito
- Mieko Harada: Okin
- Tatsuo Matsumura: Sekkyo-Bushi Jii
- Tatsuya Nakadai: Tsuji Gettan